# Renault Juvaquatre

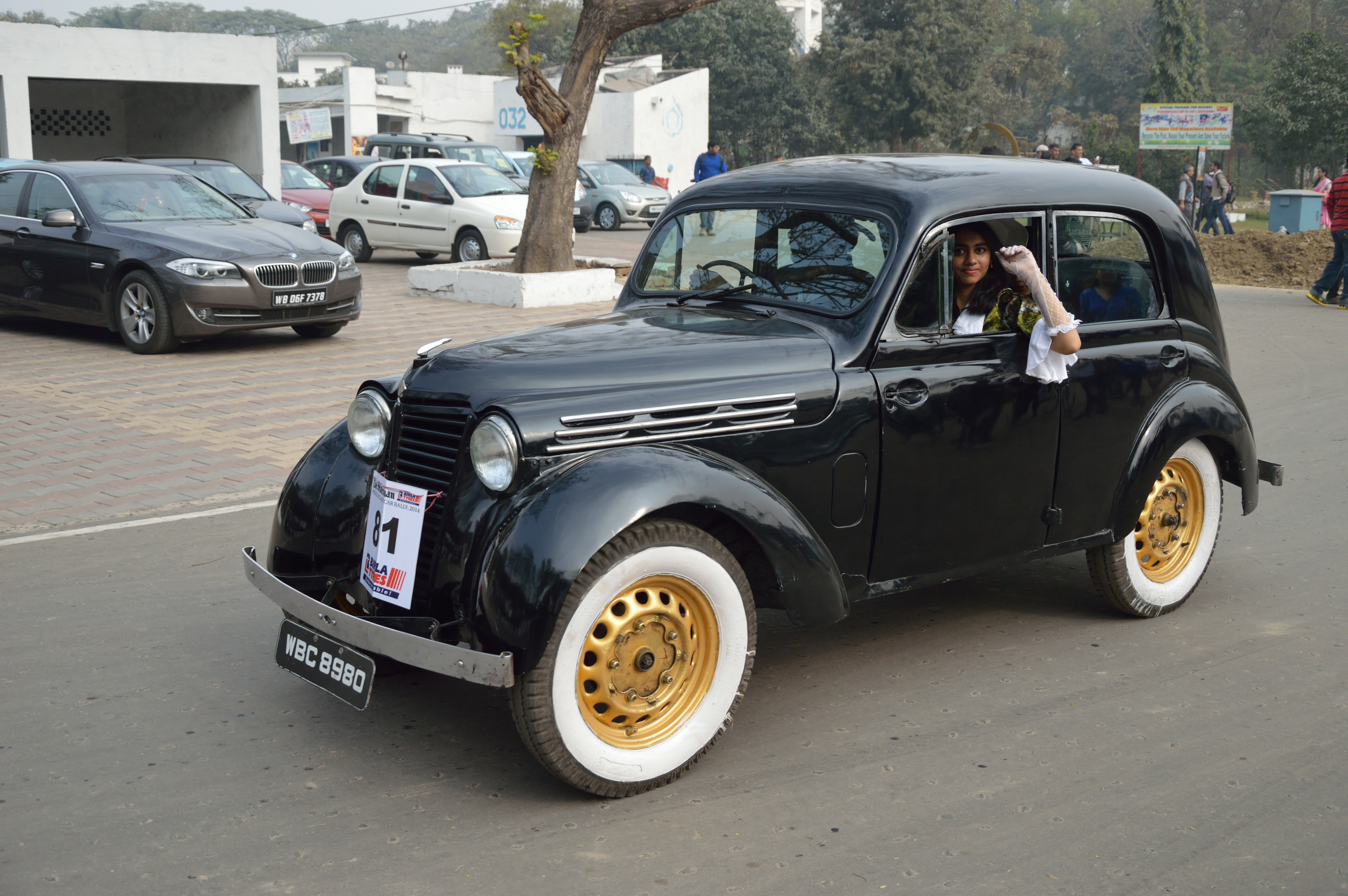
Der Nachkriegs-Viertürer: Type BFK 4 Limousine (1946)

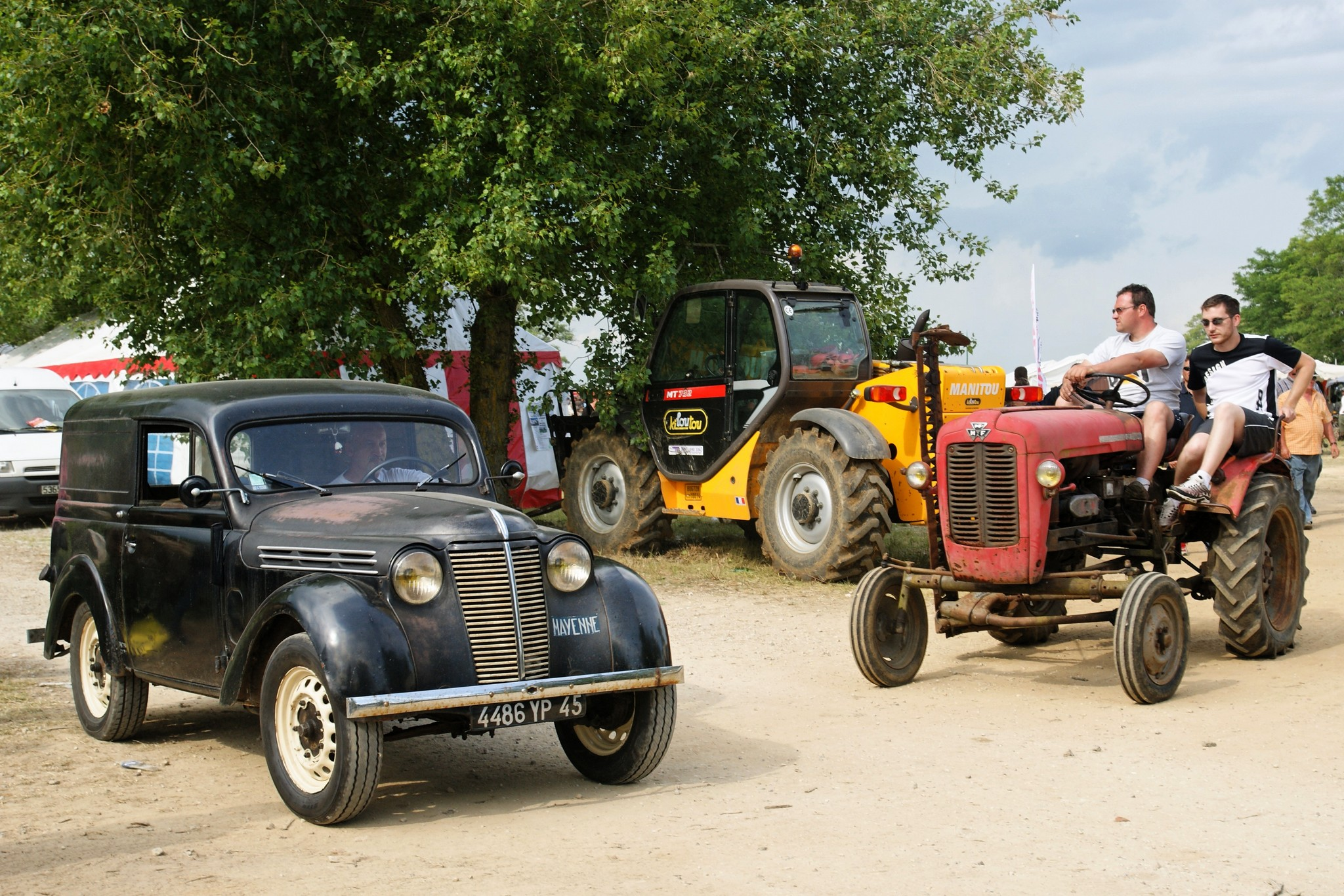
Break Juvaquatre als Kastenwagen

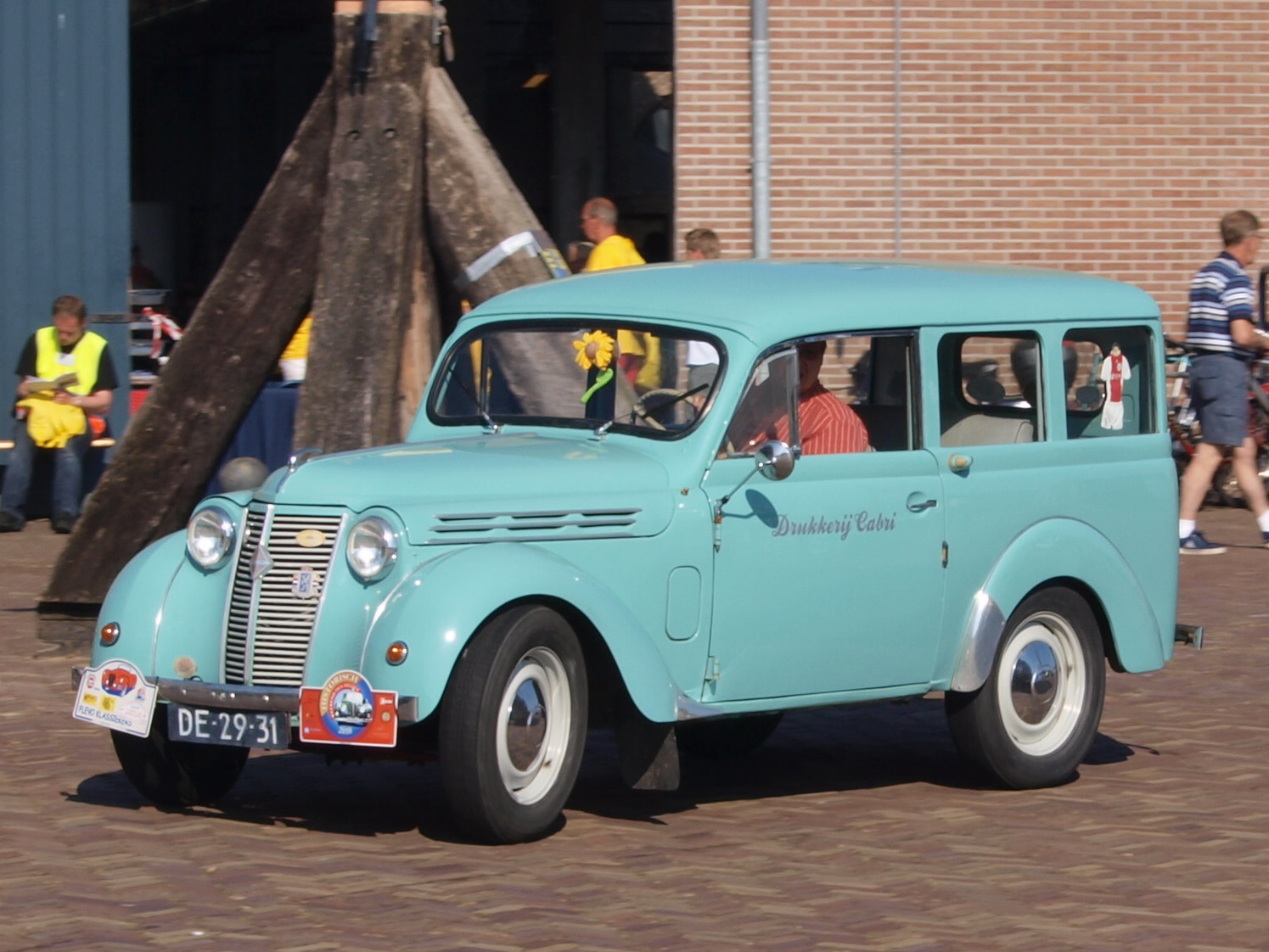
Am Rhombus im Kühlergrill erkennbar: Break Dauphinoise als Kombi (1960)

Der Renault Juvaquatre war ein Personenkraftwagenmodell, das Renault 1937 präsentierte und in Abwandlungen bis 1960 produzierte. Die Typencodes lauteten Type AEB und Type BFK.

## Beschreibung
Die nationale Zulassungsbehörde erteilte am 18. Februar 1937 ihre Zulassung. Ein Fahrzeug dieser Größe hatte Renault zuvor nicht im Angebot.
Peter J. Hugill nennt den Juvaquatre „eine Kopie des Opel Kadett“; die Allgemeine Automobil-Zeitung sah „äußerlich eine gewisse Ähnlichkeit“ zum Kadett, die Bodengruppe erinnere aber an den Plateaurahmen des Steyr 100 und 120. Der Juvaquatre war der erste Renault  mit selbsttragender Karosserie und an Querblattfeder und Dreiecksquerlenkern einzeln aufgehängten Vorderrädern. Als Querlenker dienten die Betätigungshebel der hydraulischen Hebelstoßdämpfer. 

### Type AEB 1
Dies waren Prototypen. Der wassergekühlte Vierzylindermotor mit 58 mm Bohrung und 95 mm Hub hatte 1004 cm³ Hubraum. Die Motorleistung wurde über eine Kardanwelle an die Hinterachse geleitet. Der Radstand maß 230 cm und die Spurweite 116 cm. Der Wendekreis war mit 9 Metern angegeben. Die zweitürige Limousine bot Platz für vier Personen. Die Türen waren vorne angeschlagen.

### Type AEB 2
Die Serienausführung erhielt am 3. August 1937 ihre Zulassung. Das Fahrzeug war 360 cm lang und 140 cm breit. Es wog je nach Quelle 725 kg oder 750 kg. Der Preis betrug im Oktober 1937 in der Ausführung Luxe 16.500 Franc und als Grand Luxe 18.500 Franc. Ab 8. April 1938 wurden Stoßstangen montiert. Die Preise lauteten nun 19.900 Franc bzw. 20.900 Franc.
Für 1939 ist ein Gewicht von 760 kg genannt. Im März 1939 kam eine Cabriolimousine namens SAPRAR dazu. Ab 30. Mai 1939 ergänzte ein Coupé ohne hintere Seitenfenster für 24.900 Franc das Sortiment.

### Type AEB 3
Dies war die viertürige Ausführung, die ab 15. Mai 1939 verkauft wurde. Bemerkenswert ist, dass die Vordertüren hinten angeschlagen waren. Der Preis als Grand Luxe betrug 20.900 Franc.

### Type BFK 1
Nachfolger des Type AEB 2 wurde dieses Modell, das am 28. November 1939 seine Zulassung erhielt. Die Veränderung betraf die Bremsen. Lieferbar waren zweitürige Limousine als Grand Luxe und Très Grand Luxe, Cabriolimousine und Coupé.

### Type BFK 2
Ebenfalls am 28. November 1939 erhielt der viertürige Nachfolger des Type AEB 3 mit anderen Bremsen seine Zulassung. Lieferbar waren die Ausführungen Grand Luxe und Très Grand Luxe.

### Type BFKE
Während des Zweiten Weltkriegs herrschte in Frankreich Benzinnot. Dieses Modell, das am 2. Dezember 1940 seine Zulassung erhielt, hatte einen Elektromotor. Es blieb bei Prototypen.

### Nach 1945
1946 wurde die Produktion der viertürigen Limousine fortgesetzt. Dazu kam ein Kastenwagen namens Break Juvaquatre. Im Juli 1948 endete die Produktion der Limousine. Ende 1950 ergänzte ein viersitziger Kombi mit hinteren Seitenscheiben auf Basis des Kastenwagens das Sortiment, gefertigt bei der Société des Usines Chausson. Ab Ende 1953 kam der modernere Motor aus dem Renault 4 CV mit 746 cm³ Hubraum zum Einsatz. 
1956 änderte sich der Name in Break Dauphinoise. Der Vierzylindermotor aus dem Renault Dauphine mit 845 cm³ Hubraum trieb das Fahrzeug an. Diese Modelle sind am Rhombus im Kühlergrill erkennbar. 1960 endete die Produktion.

## Einstufung im französischen Steuer- und Versicherungssystem
Vom Beginn an bis 1953 hatte der Wagen durch seinen relativ großen Hubraum von 1003 cm3 eine Einstufung als 6 CV. Ab 1953 gab es nur noch den kleinen Motor mit 747 cm3, was prompt nur noch 4 CV brachte. Ab 1956 wurde mit der Bezeichnung "Dauphinoise" dann nur noch ein Kombi angeboten, der aber an Hubraum wieder auf 845 cm3 zulegte, was dafür sorgte, dass der Wagen nun als 5 CV galt.